# 韩绍荣
韩绍荣（?—?），辽朝（契丹）政治人物，辽兴宗时南府宰相。
韩绍荣的出身不详，不知是出自蓟州玉田韩氏（韩知古、韩德让家族）还是幽州安次韩氏（韩延徽家族）。重熙十六年（1047年）十二月庚申，时任南府宰相的韩绍荣和杜防因为向辽兴宗奏事有误，受到责罚。以大杖处罚他们。辽兴宗将杜防出任为武定军节度使。